# Eugen Berg
Eugen Karl Berg, lettisch Eižens Bergs (* 24. August 1855 im Pastorat von Pernigel, Gouvernement Livland, Russisches Kaiserreich; † 14. März 1919 im Bickernschen Wald bei Riga, Lettische SPR) war ein deutsch-baltischer Pastor. Er gilt als evangelisch-lutherischer Märtyrer und ist auf dem Rigaer Märtyrerstein verzeichnet.
Die Datumsangaben in diesem Artikel richten sich, wenn nicht anders angegeben, für den Zeitraum bis 1918 nach dem julianischen Kalender.

## Familie
Eugen Berg wurde im Pastorat von Pernigel als Sohn des örtlichen Pastors Karl Berg geboren. Verheiratet war er ab dem 1. Juli 1890 mit Nancy Adolphi, einer Tochter des Dichters und Stadtarztes von Wenden, Alexis Adolphi, die damit eine Schwester des Pastors von Adsel, Heinrich Leonhard Adolphi, war, der im Februar 1918 beim ersten Einmarsch der Bolschewiki in Livland gemeinsam mit seiner Frau getötet wurde. Eugen Berg hatte nur einen Sohn; dieser wurde Arzt. 

## Leben

### Ausbildung und Amtseinführung
Eugen Berg besuchte von 1866 bis 1869 die Kreisschule in Wolmar, die von seinem Onkel geleitet wurde und als gute Schule galt. Danach verbrachte er die fünf Schuljahre von 1870 bis 1874 in der Schule von Birkenruh, die von Albert Löffler geleitet wurde. Berg machte sein Abitur als Externer am Gouvernements-Gymnasium in Riga als Primus Omnium. 
1875–1884 studierte er Theologie an der Kaiserlichen Universität Dorpat, wo er die Korporation Neobaltia mitbegründete. Seit 1875 war er Mitglied des Theologischen Vereins Dorpat. Er schloss sein Studium, das er mehrfach unterbrochen hatte, als graduierter Student ab. 1885 bestand er die Prüfungen vor dem Konsistorium in Riga. Sein Probejahr verbrachte er 1885 bei seinem Vater in Pernigel. Am 8. September 1885 wurde er in Walk von Generalsuperintendent Girgensohn ordiniert. 1885 bis 1886 war er Adjunkt seines Vaters in Pernigel.
Danach war er ab Oktober 1886 32 Jahre lang Pastor-Ordinarius in den Schwestergemeinden Palzmar und Serbigal in Livland.

### Konflikte mit der orthodoxen Staatskirche
Als Eugen Berg die Gemeinde übernehmen musste, befand sie sich in einer schwierigen Situation. Sein Vorgänger hieß Karl Brandt. Die Verwaltung des Russischen Kaiserreichs hatte diesen suspendiert und exiliert, weil Brandt Personen, die zunächst zur russisch-orthodoxen Staatskirche konvertiert, dann aber in die evangelische Kirche zurückgekehrt waren, geistlich betreut hatte. Auch der neue Pfarrer konnte es mit seinem Gewissen nicht vereinbaren, Rekonvertiten zurückzuweisen. Die Folge waren ständige juristische Konflikte.
So musste sich Eugen Berg unter anderem am 10. März 1888 gemeinsam mit vier weiteren evangelisch-lutherischen Predigern vor dem Livländischen Hofgericht verantworten. Die anderen Angeklagten waren Richard Vogel, Pastor von Laudohn, Gustav Reinberg, Pastor von Bersohn, Propst August Doll und Pastor Arnold Sunte. Die Verlesung der Resolutionen fand in öffentlicher Sitzung statt, der Rest der Verhandlung, mit Ausnahme des Falles Vogel, unter Ausschluss der Öffentlichkeit, da es um Vergehen gegen die Familienrechte ging. Als geistlicher Delegierter fungierte Generalsuperintendent Girgensohn. 
Die Anklage gegen Berg lautete auf Trauung einer Person orthodoxer Konfession mit einer Person anderer Konfession, ohne dass vorher eine Einsegnung der Ehe durch einen orthodoxen Geistlichen durchgeführt worden wäre und ohne dass ein Ältester der geistlichen Obrigkeit eine Unbedenklichkeitsbestätigung abgegeben hätte. Berg wurde freigesprochen, da ihm bei der Eheschließung ein Zeugnis einer höheren Kirchenbehörde vorgelegen hatte. Vogel und Reinberg wurden ebenfalls freigesprochen; die Verfahren gegen Doll und Sunte wurden an Landgerichte verwiesen.
In einem weiteren Fall kamen Berg und Vogel weniger glimpflich davon: Am 7. Juli 1889 gab das Landgericht von Wenden eine Entscheidung des dirigierenden Senats bekannt, Berg, Vogel und den Pastor von Tirsen, Nikolaus Pohrt, für vier Monate ihrer Ämter zu entheben. Der Grund waren wiederum ungesetzliche Handlungen bei Ausübung ihrer Amtspflichten. Dies war Bergs erste Suspendierung.
1893 wurde Berg dann ein zweites Mal, jetzt für acht Monate, suspendiert. Bei allen Prozessen verteidigte er sich voller Energie selbst. 
Am 12. März 1894 musste Berg sich erneut vor Gericht verantworten, diesmal vor dem Rigaschen Bezirksgericht, das in Walk tagte. Um 14 Uhr wurde er aufgrund der Artikel 1576 und 149 des russischen Strafgesetzbuches für sechs Monate seines Amtes enthoben. Der Grund war die Trauung des orthodoxen Jaan Melli mit der evangelisch-lutherischen Anna Osol ohne vorherige Einsegnung der Ehe durch einen orthodoxen Geistlichen.
1895 wurde diese dritte Suspendierung aufgrund eines kaiserlichen Gnadenmanifests vom 14. November 1894 und einer darauf Bezug nehmenden Appellationsbeschwerde Bergs und zweier anderer Geistlicher vom Sankt Petersburger Gerichtshof aufgehoben, bevor sie in Kraft treten konnte. Berg war einer von Vielen, die von dem Gnadenmanifest profitierten.

### Amtsführung und Nebentätigkeiten
Eugen Bergs Predigten galten als warmherzig und tiefgründig. Er kümmerte sich zuverlässig und uneigennützig um Bedürftige. Viele suchten seinen Rat oder nahmen seine Hilfe in Anspruch. Sie wurden nicht enttäuscht. Bei den Sprengelkonferenzen, die in kleiner Runde und geschwisterlicher Atmosphäre stattfanden, war er ein beliebter Teilnehmer, während er sich auf der Synode, die einen viel größeren Maßstab hatte, eher zurückhielt. Von dieser Regel gab es eine Ausnahme, als er auf der Synode einen sorgfältig ausgearbeiteten und zukunftsträchtigen Vorschlag machte. So war es damals üblich, dass die deutsch-baltische und die lettische Gemeinde eines Ortes von demselben Pastor bedient wurden. Berg plädierte für die Aufhebung dieser Personalunion, da er hoffte, dass man auf diesem Weg wenigstens in kirchlichen Belangen eine Aussöhnung zwischen beiden Ethnien erreichen könnte. Der Vorschlag wurde von der Synode nicht angenommen.
Am 17. Juni 1899 referierte er in der Turnhalle der Rigaer Stadt-Realschule als erster Redner nach der Begrüßung durch den Präses vor der Sektion für die lettischen Landwirte auf dem Kongress baltischer Land- und Forstwirte über die landwirtschaftliche Pferdezucht. 
Er begrüßte einige Fortschritte, beklagte aber den Mangel an Zuchthengsten, der teilweise unmögliche Wege von 75 km von den Bauern mit ihren Stuten erforderte. Als Zuchthengste empfahl er hohe Halbbluthengste wie die Nachfahren des Torgelschen „Hetman“, da als Nachkommen vielseitige Gebrauchspferde zu erwarten seien; die Rasse sei in diesem Fall irrelevant. Auch die Erziehung und Fütterung der Fohlen sei noch unzureichend. Berg beklagte die niedrigen, dunklen und schmutzigen Ställe, die nicht ausreichende Bewegung und das unangemessene Futter. Er empfahl insbesondere Hafer sowie Heu anstelle des üblichen Klees und Mehltranks. Er gab Anweisungen zur Aufzucht der Fohlen, die aber den üblichen Mustern entsprachen. Er empfahl eine Unterweisung der Bauern in Wort und Schrift. Jeder Bauer, der seine Stute zum Beschäler bringe, solle eine Broschüre erhalten. Dabei empfahl er insbesondere die estnische von Grünwaldtsche Broschüre. Außerdem empfahl er eine Erhöhung der Zahl und eine bessere räumliche Verteilung der Beschäler. Ferner hielt er es für förderlich, Bauernpferde auf Ausstellungen gesondert zu prämieren. 
Die Zuhörerschaft belief sich auf etwa 100 Personen, darunter, damals bemerkenswert, auch Frauen. Die folgende Diskussion wurde sachlich und diszipliniert geführt. Berg erntete allgemeine Zustimmung.
Um 1902 nahm er bei einer Veranstaltung 102 Rubel und 31 Kopeken für die Gesellschaft zur Fürsorge für Geisteskranke in Livland ein.

### Folgen der russischen Revolutionen, Todesurteil und Hinrichtung
Während der Russischen Revolution von 1905 übernahm eine kleine Gruppe von Revolutionären die Palzmarer Kirche. Berg wurde von diesen lettischen Sozialdemokraten vertrieben und für die Dauer der Revolution durch Gailit, den Pastor von Alt-Pebalg, ersetzt. Bei von Gailit geleiteten Gottesdiensten sang die Gemeinde die lettische Hymne. Offiziell blieb Berg auch in dieser Zeit im Amt.
Durch die Bemühungen der Mehrheit seiner Gemeinde konnte Berg aber nach relativ kurzer Zeit wieder zurückkehren. So galt er als guter und beliebter Pfarrer, der aufgrund seiner Kindheit auf dem Land eine gute Beziehung zur Landbevölkerung aufbauen konnte. Allerdings hatte er körperliche Beschwerden und litt unter mangelndem Selbstvertrauen, worauf seine häufigen selbstkritischen Äußerungen schließen ließen.
Auf die Revolution folgten Strafexpeditionen des Russischen Kaiserreichs. Unschuldig Verdächtigte konnte Berg in dieser Zeit vor Strafen bewahren. Sein Gerechtigkeitsgefühl galt als unbestechlich, was bedeutete, dass er sich nicht für Personen einsetzte, die er selbst für schuldig hielt. Die sollte sich später ungünstig für ihn auswirken.
1915, während des Ersten Weltkrieges, kamen von Süden aus zahlreiche Flüchtlinge nach Palzmar. Diesen widmete Berg seine besondere Aufmerksamkeit. So leitete er für mehrere Jahre die Verpflegungsstation, welche von staatlicher Seite für die Flüchtlinge eingerichtet worden war.
Während des Lettischen Unabhängigkeitskrieges fand der Kommunismus in Palzmar zunächst keinen Anklang. Dies änderte sich im Laufe der Zeit allerdings, weshalb Berg im Dezember 1918 zur Flucht nach Riga überredet wurde. 
Die Bolschewiki übernahmen dann aber für 4 ½ Monate die Kontrolle auch über Riga, ferner über weite Teile Lettlands. Es kam zu zahlreichen Todesurteilen gegen sogenannte Konterrevolutionäre. Allein in Riga wurden 3654 Todesurteile vollstreckt. Berg rechnete damit, erschossen zu werden. Er befasste sich täglich mit den Liedern der evangelischen Kirche von Kreuz und Trost. 
Am 23. Februar 1919 wollte Berg ein erkranktes Mitglied seiner Gemeinde besuchen, das ebenfalls nach Riga geflohen war. Auf dem Weg erkannten ihn zwei Kommunisten. Er wurde festgenommen und im Zitadellengefängnis inhaftiert. Gefangenschaftsbriefe von ihm sind nicht erhalten. Es kam unmittelbar nach der Festnahme zu Befreiungsversuchen durch seine Gemeinde. So unterschrieben innerhalb von zwei Tagen 1000 Mitglieder seiner Gemeinde eine entsprechende Petition, in der seine liebevolle Fürsorge für die Gemeinde betont wurde. Es ist anzunehmen, dass die Bestrebungen, Berg hinzurichten, dadurch sogar noch verstärkt wurden. Ein Christ, der als solcher Tausende von Unterstützern hatte, dürfte von dem atheistischen Regime als große Gefahr eingestuft worden sein. 
So wurde auch Eugen Berg nach kurzer Zeit zum Tode verurteilt. Einen anderen Gefangenen, der überlebte, konnte er noch beauftragen, der Gemeinde auszurichten, sie möge Gott die Treue halten. Am frühen Morgen des 14. März 1919 wurde Eugen Berg gemeinsam mit 64 anderen Personen aus vielen verschiedenen Bevölkerungsgruppen, darunter sein Amtsbruder Theodor Scheinpflug, im Bickernschen Wald bei Riga erschossen. Unter den Getöteten waren Deutsche, Letten, Juden und Russen, ferner waren viele verschiedene Berufe und Altersstufen vertreten. Berg war mit 63 Jahren das älteste Opfer, der 18-jährige Ladenjunge Morduch Girsfeld das jüngste; nahe Verwandte starben gemeinsam.

## Nachleben
Die Todesurteile wurden unter anderem in der in Riga erscheinenden Roten Fahne veröffentlicht. Allein in der Ausgabe vom 18. März 1919 waren es 63, in der Ausgabe vom Folgetag 30. Unter diesen 93 Personen fand sich auch Eugen Berg, außerdem Alfred Freytag, Paul Fromhold-Treu, John Armidstead, Karl Rosenberg, Guido Richter, Paul Hahnenfeld, Hugo Korn, Heinrich Blaese, Emil Seifert, Wilhelm Baumann, Theodor Scheinpflug, Alexander Grosset, Matthias Recke, Albert Peesch, Gotthard Vegesack, Rudolf Adler, Otto Groß, Heinrich Hoffmann, Theo Born, Alfred Thielmann, Friedrich Malkolm, Italie Krüdener und Adolf Wichert. Die Rote Fahne betonte die Notwendigkeit dieser Maßnahmen im Klassenkampf und beklagte, dass „das revolutionäre Volk stets zu milde, zu großmütig sei und nur zu leicht Jahrhunderte lange Knechtschaft und Sklaverei verzeihe“.
Berg wurde in Riga, also außerhalb seiner Gemeinde beerdigt, in welcher der Tod des beliebten Pfarrers sehr bedauert wurde.